# New Men
Albums de BTOB
Remember That
(2016)
Singles
1. Pray (I'll Be Your Man)
Sortie : 7 novembre 2016

New Men est le neuvième mini-album du boys band sud-coréen BTOB. L'EP est sorti sous Cube Entertainment le 7 novembre 2016 et contient 7 pistes, dont la principale "Pray (I'll Be Your Man)".

## Contexte et sortie
Après avoir consécutivement sorti des titres de genre ballade, les BTOB ont révélé qu'ils allaient sortir un nouveau titre dance depuis leur sortie datant de 2 ans et 2 mois, You're so Fly en 2014,,.
Le 7 novembre, le groupe sort son neuvième mini-album intitulé New Men avec la chanson principale, "I'll Be Your Man" (기도). "I'll Be Your Man" est décrit comme un titre dance émotionnel avec des éléments trap qui parle de ne pas être capable d'oublier un amour passé et de prier pour être avec elle à nouveau. Il a été écrit et composé par l'un des membres, Im Hyun-sik. Le clip vidéo du titre principal est mis en ligne le même jour, avec la participation d'Elkie de CLC.

## Liste des pistes
| 1.    | NEW MEN                                           | Im Hyun-sik                                                                                | Im Hyun-sik                              | 1:31 |
| 2.    | Pray (I'll Be Your Man) (기도 (I'll Be Your Man)) | Im Hyun-sik, Lee Minhyuk, Peniel, Jung Il-hoon                                             | Im Hyun-sik, EDEN, Nathan                | 3:39 |
| 3.    | Love Drunk (취해)                                 | Jung Il-hoon, IL                                                                           | Jung Il-hoon, IL                         | 3:37 |
| 4.    | I'm Bored (무료해 (콕 To Me))                     | Son Young-jin, Jo Seung-ho, Kang Dong-ha, Jung Il-hoon, Lee Minhyuk, Peniel                | Son Young-jin, Jo Seung-ho, Kang Dong-ha | 3:15 |
| 5.    | Yes I Am                                          | Ferdy, Jo Seung-ho, Jung Il-hoon, Lee Minhyuk, Peniel                                      | Ferdy, Jo Seung-ho                       | 3:30 |
| 6.    | Come On Over (놀러와)                             | Jung Il-hoon, IL, Lee Min-hyuk, Peniel                                                     | Jung Il-hoon, IL, Black                  | 3:32 |
| 7.    | Yejiapsa (예지앞사)                               | Seo Eun-kwang, Lee Minhyuk, Lee Chang-sub, Im Hyun-sik, Peniel, Jung Il-hoon, Yook Sungjae | Kairos, Jesper Borgen                    | 3:55 |
| 22:59 |                                                   |                                                                                            |                                          |      |